# District de Fengze
Le district de Fengze (丰泽区 ; pinyin : Fēngzé Qū) est une subdivision administrative de la province du Fujian en Chine. Il est placé sous la juridiction de la ville-préfecture de Quanzhou.